# Turtle Mountain, Alberta
Turtle Mountain är ett berg i Kanada.   Det ligger i provinsen Alberta, i den södra delen av landet, 2 900 km väster om huvudstaden Ottawa. Toppen på Turtle Mountain är 2 210 meter över havet, eller 556 meter över den omgivande terrängen. Bredden vid basen är 3,4 km.
Terrängen runt Turtle Mountain är huvudsakligen kuperad.Runt Turtle Mountain är det glesbefolkat, med 20 invånare per kvadratkilometer.. Närmaste större samhälle är Bellevue, 3,4 km öster om Turtle Mountain.
Trakten runt Turtle Mountain består i huvudsak av gräsmarker.